# Nyodes barlowi
Nyodes barlowi là một loài bướm đêm trong họ Noctuidae.